# Afroleptomydas stevensoni
Afroleptomydas stevensoni is een vliegensoort uit de familie Mydidae. De wetenschappelijke naam van de soort is, geplaatst in het geslacht Nomoneura, voor het eerst geldig gepubliceerd in 1938 door Bequaert.
De soort komt voor in Zimbabwe.